# Citrange

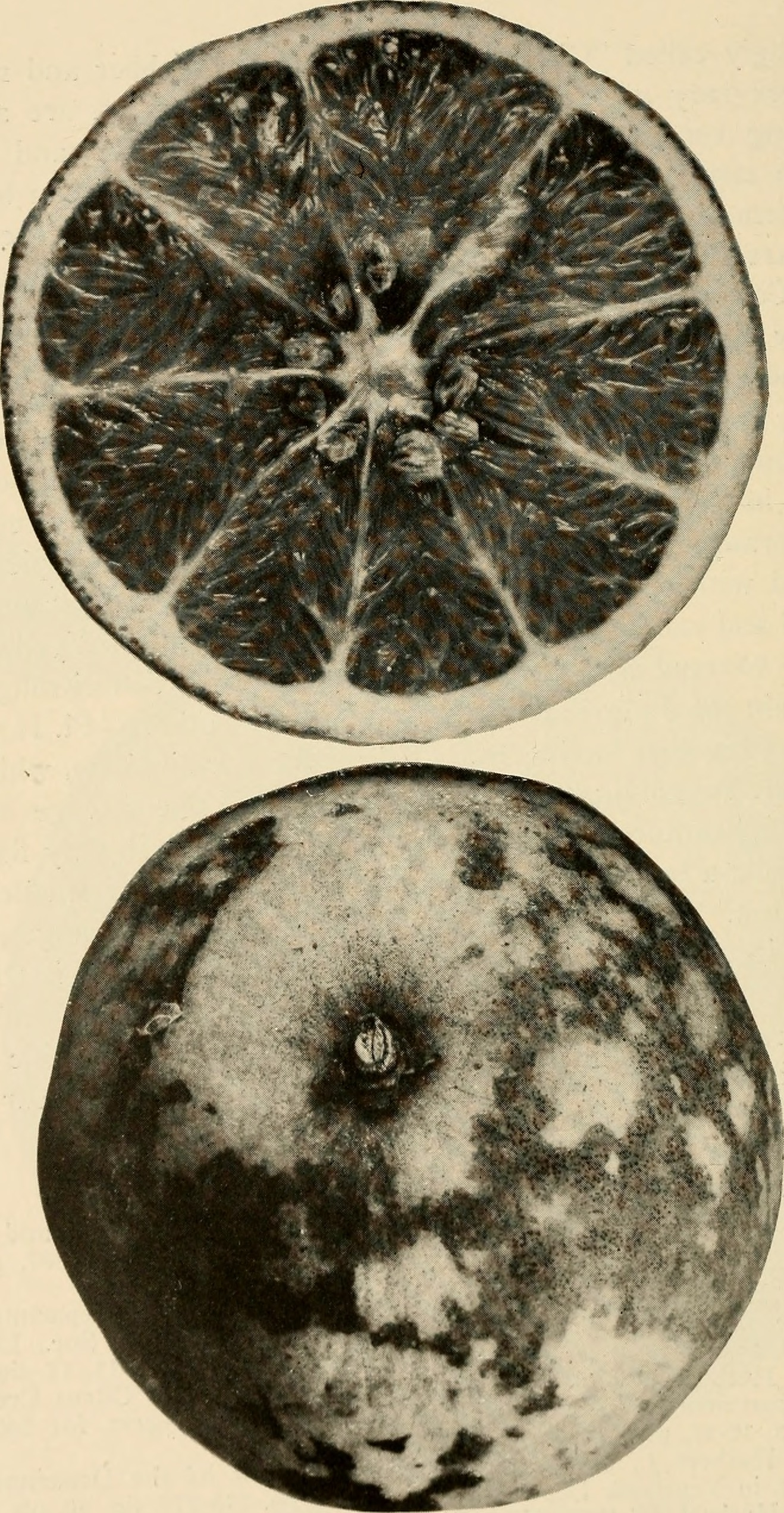
Imagen de la variedad Colman.

Citrange es como se llama a un híbrido muy utilizado como patrón de distintas especies de cítricos, principalmente mandarino y naranjo. Aunque también se pueden utilizar en otras especies.
Es un híbrido entre naranjo dulce (Citrus × sinensis) y Poncirus trifoliata.
Son muy utilizados como patrones por ser tolerantes al virus de la tristeza de los cítricos que tiene un efecto devastador sobre el arbolado afectado. Las plantaciones de mandarinos y naranjos injertados sobre patrón Citrange son tolerantes a este virus.
Dentro de los Citrange, los que más se utilizan son:
- Citrange Troyer.
- Citrange Carrizo. Es el más utilizado en citricultura dentro de los patrones Citrange. Debido a su buena productividad, resistencia a Phytophthora y otra serie de características.
- Citrange C35
- Citrange C32

- Datos: Q18082733
- Multimedia: Citrus × insitorum / Q18082733
- Especies: Citrus × insitorum